# Louis Veit
Johann Carl Louis Veit (* 15. Februar 1803 in Berlin; † 23. Juli 1860 ebenda) war ein deutscher Lithograf.

## Biografie

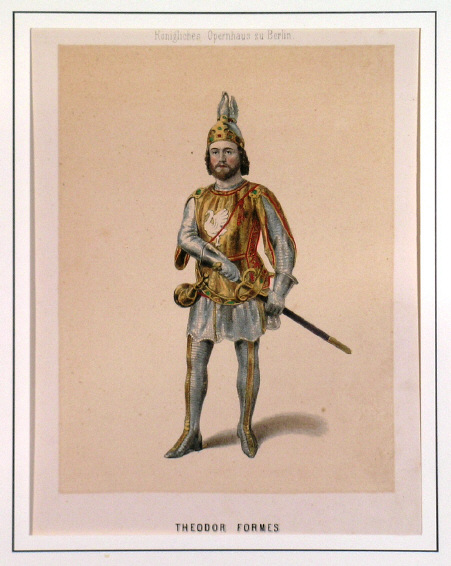
Theodor Formes als Lohengrin an der Berliner Oper

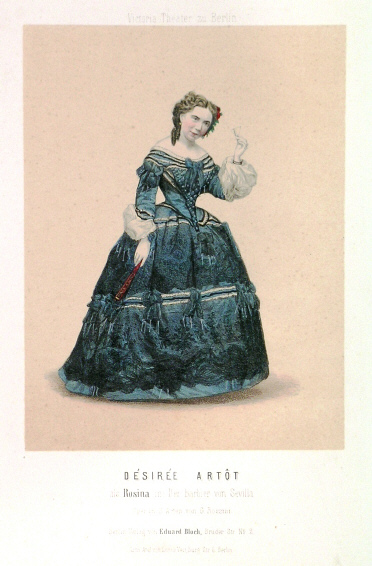
Désirée Artôt als Rosina in Rossinis Barbier von Sevilla

Louis Veit wurde bereits mit 11 Jahren Schüler der Akademie in Berlin. Später wurde er als Lithograf tätig und besaß ab 1826 eine Steindruckerei. Er heiratete 1827 Henriette Friederike Emilie Thormann. Sein Sohn Hermann Veit wurde ebenfalls Lithograf. Im Jahr 1848 veröffentlichte er eine Reihe von Farblithografien über die Revolution in Berlin. Um 1860 entstand eine Serie von Drucken, die Rollenbilder bei Theateraufführungen darstellen und von Eduard Bloch veröffentlicht wurde. Nach seinem Tod übernahm sein Sohn Hermann die Firma Louis Veit.

## Werkauswahl
- Theodor Formes als Lohengrin in: Richard Wagner: Lohengrin, Königliches Opernhaus Berlin
- Hugo Krüger als Joseph in: Étienne Nicolas Méhul: Joseph, Königliches Opernhaus Berlin
- Charles Louis Sainte Foy als Corentin in: Giacomo Meyerbeer: Dinorah ou Le Pardon de Ploe͏̈rmel, Théâtre de l'opera comique Paris
- Wilhelm Ebel als Graf Morgano in: Paul Taglioni: Morgano, Königliches Opernhaus Berlin (Ballett)
- Friederike Gossmann als Marie und August Weirauch als Schulze in: Der Kurmärker und die Picarde, Friedrich Wilhelmstädtisches Theater Berlin
- Charles Müller als Carlo in: Peter Ludwig Hertel und Cesare Pugni: Satanella, Königliches Opernhaus Berlin
- Wilhelm Ebel als Conrad in: Paul Taglioni: Der Seeräuber, Königliches Opernhaus Berlin (Ballett)
- Friedrich Haase als Graf Thorane in: Karl Gutzkow: Der Königsleutnant, Stadttheater Frankfurt a. M.
- Marie Taglioni als Satanella in: Paul Taglioni: Satanella, Königliches Opernhaus Berlin (Ballett)
- Josef Aloys Tichatschek als Rienzi in: Richard Wagner: Rienzi, der Letzte der Tribunen, Königliches Hoftheater Dresden
- Amalie Wollrabe und Carl Heimerding als Ninette und Girard in: Ein alter Tänzer, Wallner's Theater Berlin
- Désirée Artôt de Padilla als Rosina in: Gioacchino Rossini: Il barbiere di Siviglia, Victoria Theater Berlin